# 13765 Nansmith
13765 Nansmith (1998 SM138) là một tiểu hành tinh vành đai chính được phát hiện ngày 16 tháng 9 năm 1998 bởi nhóm nghiên cứu tiểu hành tinh gần Trái Đất phòng thí nghiệm Lincoln ở Socorro.